# Przełęcz pod Smoczym Szczytem
Przełęcz pod Smoczym Szczytem (słow. Vyšné Dračie sedlo, dawniej Horné Dračie sedlo, niem. Obere Déchyscharte, węg. Felső-Déchy-csorba) – położona na wysokości ok. 2490 m przełęcz w słowackich Tatrach Wysokich oddzielająca południowo-wschodni wierzchołek Wysokiej (2547 m) od masywu Smoczego Szczytu, a dokładniej Małego Smoczego Szczytu (Malý Dračí štít, ~ 2518 m). Nie znajduje się w głównej grani Tatr, lecz w bocznej południowo-wschodniej grani Wysokiej. Wznosi się ponad Dolinką Smoczą i Dolinką Rumanową. Przez Przełęcz pod Smoczym Szczytem ani w ogóle przez masyw Wysokiej nie prowadzi żaden szlak turystyczny. Dla taterników przez przełęcz wiedzie najłatwiejsza droga na Smoczy Szczyt.
Pierwsze wejście turystyczne: Alfred Martin i przewodnik Johann Franz senior, 1 kwietnia 1907 r. (zimowe).

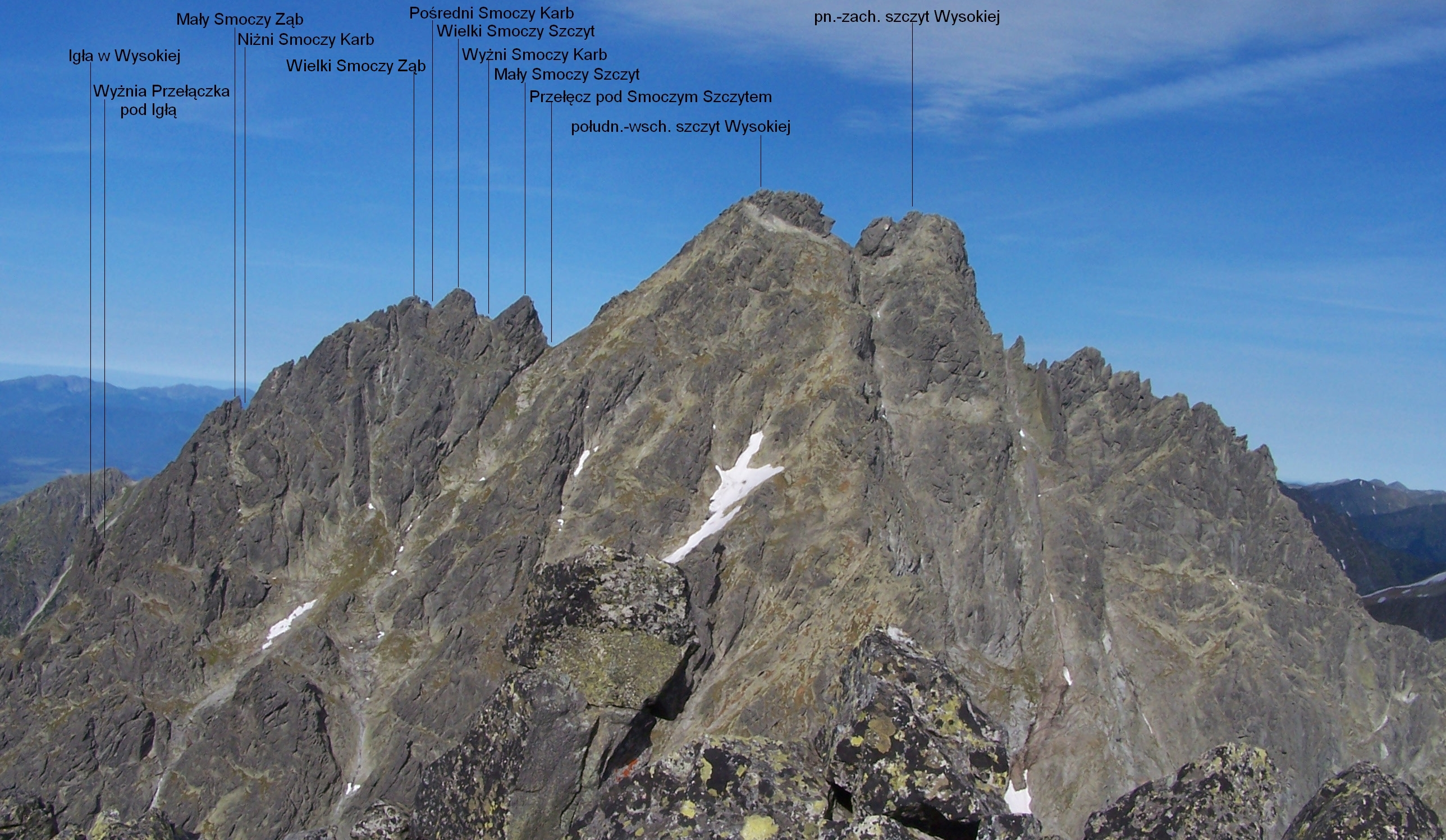
Widok z Ganku. Przełęcz pod Smoczym Szczytem wśród opisanych obiektów